# Марбургский журнал религии
Ма́рбургский журна́л рели́гии (англ. Marburg Journal of Religion) — немецкий электронный научный журнал, издаваемый Марбургским университетом, в котором публикуются статьи по теоретическому и прикладному религиоведению. 

## История
Журнал был создан Майклом Паем и Ричардом Бёме в апреле 1996 года. Является первым электронным журналом по религиоведению.
Статьи, публикуемые в «Марбургском журнале религии», документируются и кратко излагаются в издаваемом Brill Publishers библиографическом журнале Science of Religion.

## Редакция
- Главный редактор — Майкл Пай, профессор-эмерит религиоведения Марбургского университета
- Руководящий редактор[англ.] — Иглика Василева
- Соредакторы
  - Эдит Франке[нем.], профессор сравнительного религиоведения Марбургского университета
  - Барбель Байнхауэр-Кёлер, профессор отделения евангелической теологии Марбургского университета

- Члены редакции 
  - Микаэль Актор, адъюнкт-профессор исторического факультета Университета Южной Дании[англ.]
  - Питер Антес[нем.], профессор религиоведения Ганноверского университета
  - Андреас Грюншлосс[англ.], профессор религиоведения Гёттингенского университета
  - Макс Диг, профессор буддологии Школы истории, археологии и религии Кардиффского университета
  - Гритт Клинкхаммер, профессор Института религиоведения и религиозного образования Бременского университета
  - Кристоф Кляйне[нем.], профессор истории религии Института религиоведения[нем.] Лейпцигского университета
  - Лизелотта Фриск, профессор религиоведения Университетского колледжа Даларна[англ.]
  - Пэй Йин Лин, сотрудник кафедры восточноазиатских исследований Оксфордского университета
  - Джеймс Льюис, адъюнкт-профессор религиоведения Университета Тромсё
  - Себастьян Муркен, адъюнкт-профессор Институт сравнительной культурологии Марбургского университета
  - Микаэль Ротштейн, адъюнкт-профессор кафедры межкультурных и региональных исследований Копенгагенского университета
  - Катя Триплетт, профессор религиоведения кафедры восточноазиатских исследований Гёттингенского университета
  - Хелена Хельве, адъюнкт-профессор социологии Хельсинкского университета

## Отзывы
Немецкий религиовед Михаэль Штаусберг наряду с Method & Theory in the Study of Religion, Religiologiques, Zeitschrift für Religionswissenschaft, Discus, Archiv für Religionswissenschaft, Culture and Religion, Archaevs. Studii de istorie a religiilor, ASDIWAL, Religion Compass, Historia Religionum, Approaching Religion и Journal for the Academic Study of Religion отнёс «Марбургский журнал религии» к «десяти новым широкоохватным журналам» по религиоведению.